# Manta obrovská
Manta obrovská či rejnok manta (Manta birostris) je mořská paryba z čeledi mantovitých, pro kterou je typický pohyb připomínající ptačí let. Jedná se o největší druh rejnoků, blízkých příbuzných žraloků. Manta je rozšířena v teplejších vodách ve Světovém oceánu, a to jak v Atlantském, Indickém, tak i v Tichém oceánu.
Manta obrovská během své plavby konzumuje značné množství planktonu, jejž nasává do svých útrob. Jelikož se nejedná o dravce, není pro člověka nebezpečná. Pověra, že manta je schopna ploutvemi obejmout člověka a následně ho usmrtit, není založena na pravdě. Jediné nebezpečí pro člověka představuje náhodný úder silné ploutve při blízkém kontaktu.
Dříve se Manta birostris žijící v Atlantiku, Manta hamiltoni žijící v Tichém oceánu a Manta alfredi považovaly za rozdílné druhy. Moderní genetické testy přinesly poznatky, že se jedná o jediný druh rozšířený do více oceánů.
Manta obrovská se řadí od roku 2020 mezi ohrožené druhy. K roku 2008 neexistuje celosvětově žádný program, který by tento druh celoplošně chránil či zabraňoval jeho lovu. Její ochrana je vázána jen na lokální rezervace či národní zákazy rybolovu.

## Rozšíření
Manta obrovská se vyskytuje v tropických mořích a oceánech po celém světě mezi 35 stupněm severní a jižní zeměpisné šířky. Objevuje se většinou poblíž kontinentů a ostrovů jako např. u pobřeží jižní Afriky, kolem Madagaskaru, Mosambiku, Tanzanie, Keni, Somálska, mezi jižní Kalifornií a pobřežím severního Peru, od pobřeží Severní Karolíny až k jižní Brazílii, v celém Mexickém zálivu, ale je možné ji spatřit i na širém moři. Příležitostně manty pronikají i do mělkých zátok a ústí řek.
Nejčastěji se vyskytuje v mělkých vodách nedaleko pevniny, či korálových útesů, kde je dostatek potravy, ale byla pozorována i v hloubkách přesahujících 120 metrů. Jedná se o živočicha, který není teritoriální s rozsáhlým územím, na kterém se živí.

## Popis

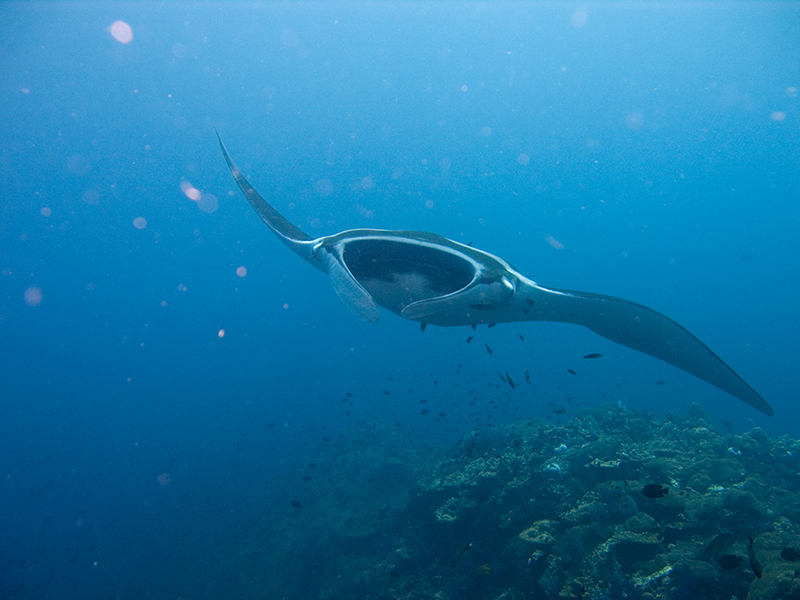
Přední pohled na plovoucí mantu

### Vnější popis
Manta obrovská dorůstá velikosti okolo 3 až 5 metrů s rozpětím ploutví průměrně kolem 6 metrů, ale byli pozorováni jedinci s rozpětím kolem 9 metrů (maximální pozorovaná velikost 9,1 m byla naměřena u manty z Indického oceánu). Manta je širší než delší. Největší potvrzená hmotnost dosahovala 1 350 kg. Velcí jedinci se dožívají okolo 20 až 25 let, i když maximální délka jejich života není zatím známa. Mezi pohlavím existují malé rozdíly ve velikosti. Samec dorůstá zpravidla 5,2 až 6,1 metrů, kdežto samice je větší a její rozměry se nejčastěji pohybují v rozmezí 5,5 až 6,8 metrů. Podle jiných údajů dosahoval největší ověřený jedinec průměru „ploutví“ přes 7 metrů a hmotnosti asi 2721 kilogramů.
V přední části těla se nachází hlava. Na jejím začátku je dvojice vystouplých laloků (někdy nazývané jako hlavové ploutve, ale o ploutve se nejedná), které slouží k usměrňování proudu vody do širokých úst. Jsou pohyblivé a zvíře je dokáže srolovat. Na straně za laloky se nachází pár očí schopných dvojitého vidění: manta dokáže každým okem sledovat nezávisle jiný objekt. Na břišní straně za tlamou se nachází pět žaberních otvorů, kterými je vypuzována voda přefiltrovaná o potravu a současně ochuzená o kyslík. Na těle manty se nevyskytují hřbetní a ani ocasní ploutev, na konci těla je ocas v podobě dlouhého trnu, který na rozdíl od jiných rejnoků není zakončen ostrým ostnem.
Tlama je nezvykle umístěna čelmo, stejně jako například u žraloka obrovského, což je spojeno se způsobem příjmu potravy, protože čelní umístění úst usnadňuje filtraci vody a zachytávání planktonu.
Tělo má hydrodynamický tvar zmenšující odpor vody při pohybu. Při horním pohledu pozorujeme na těle černou, šedomodrou až zelenohnědou barvu, která se táhne od hlavy až k ocasu, vyjma okrajů ploutví a dvou lomených pruhů za hlavou, které mohou být bílé až mléčné. Barva hřbetu může být značně rozmanitá a závisí na prostředí, ve kterém manta žije. Kolem úst je světlé lemování s tmavými skvrnami. Na břišní části má manta bílou až mléčnou barvu, která ji při spodním pohledu maskuje, a je zde i skupina tmavých skvrn, která je pro každé zvíře jedinečná, což se využívá pro určování jedinců při vědeckém pozorování (velký projekt probíhá v oblasti Mosambiku). Existuje potvrzený doklad albína mezi mantami.
Podobně jako žraloci má manta velmi stabilní genom, ve kterém mutace probíhají jen pozvolna. Když před 3,5 milióny let došlo k uzavření volného průchodu mezi Tichým a Atlantským oceánem v oblasti dnešní Panamy, byla populace v oblasti Mexického zálivu oddělena od populací žijících ve východní části Tichého oceánu. Genetické testy obou populací však neukázaly žádné větší rozdíly v jejich genové výbavě ani po této době.

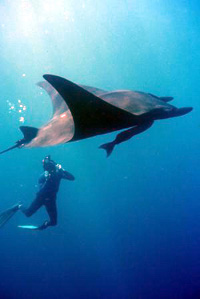
Srovnání velikosti manty a člověka

### Vnitřní popis
Manta podobně jako žraloci nemá pevnou kostru, ale kostra je chrupavčitá. Mozek manty je vzhledem k velikosti těla značně velký.

### Pohyb
Manta se pohybuje máváním dvěma ploutvemi, což připomíná let ptáků. Tyto ploutve jsou značně ohebné na obě strany, což umožňuje maximalizovat sílu záběru. Při klidné plavbě vykonává manta jeden pohyb ploutví v intervalu 4 až 5 sekund.
Manty občas vyskakují nad vodní hladinu a s hlasitým plácnutím dopadají zpět. Popsány byly tři druhy skoků - manta buď vyskočí nad hladinu a dopadne hlavou napřed, nebo dopadne ocasem napřed, nebo před dopadem přetočí tělo. Byly pozorovány výskoky nad vodní hladinu až do výšky okolo 2 metrů. V současnosti není toto chování zcela uspokojivě vysvětleno. Předpokládá se, že během výskoků se manta zbavuje staré kůže či parazitů na těle. Jiná teorie předpokládá, že jde o formu hry. Manty migrují na značné vzdálenosti okolo světa za potravou, a to jak samostatně, tak i v hejnech. Většinou se jedná o samotářské tvory, kteří občas žijí v neorganizovaných menších hejnech. Pouze v době páření dochází k větší akumulaci jedinců na určitém území.

### Chování
Manta je teritoriální živočich, který se vyskytuje buď samostatně, nebo ve velkých hejnech. Při lovu mant byl popsán zvukový projev těchto živočichů, který připomínal „těžký medvědí kašel“.

## Potrava
Manty se živí volně unášeným planktonem či larvami ryb, které nasávají při pohybu. Přitom využívají dvojici laloků na hlavě, které směřují vodu do široké tlamy, kde se nachází filtrační ústrojí zachycující plankton a drobné živočichy, zatímco voda tělem protéká přes žaberní filtry. Manta má zakrnělé zuby, jelikož je nevyužívá pro rozmělňování potravy. Zuby jsou velmi drobné a jsou pouze na spodní čelisti, kde jsou seřazeny přibližně ve 300 řadách. V některých případech je manta schopna lovit malé, střední i velké ryby. Podle jedné teorie se manta výskoky nad vodní hladinu snaží paralyzovat nárazem drobné živočichy, které pak pozře.

## Mezidruhové vztahy
Manta obrovská není nijak často napadána dalšími mořskými živočichy vyjma velkých žraloků a v ojedinělých případech kosatkou dravou. Pokud k tomu dojde, používá k obraně svou značnou velikost a sílu v ploutvích. Manta je často doprovázena menšími rybami převážně z čeledi štítovcovitých, které žijí přisedle na jejím povrchu či plavou v těsném okolí. Jde o oboustranně prospěšný vztah, menší ryby mají zdroj potravy a manta je očišťována od odumřelé kůže a rostlin na povrchu těla. V některých případech manta navštěvuje tzv. „čisticí stanici“, kde provádí zvláštní manévr: vztyčí se přibližně pod úhlem 40° vzhledem k mořskému dnu a otevře ústní dutinu, což umožňuje přístup k jícnu. Toho využívají ryby z čeledi pyskounů či pomcovitých, které vplují do tlamy manty a začnou očišťovat filtrační mechanismus. V tomto případě manta hejno rybek nespolkne, ale po vyčištění jim umožní odplout zpět do bezpečí. Při těchto zastávkách je nejčastěji spatřena potápěči, kteří u těchto „stanic“ na mantu čekají.

## Rozmnožování
Manta pohlavně dozrává okolo pátého roku života (jiný zdroj uvádí okolo 8 až 10 roku). Jedná se o druh, který má nízký přírůstek a množí se jen pozvolna. Páření nastává od prosince do dubna, kdy se jedinci stahují do tropických vod o teplotě 26 až 29 °C do míst se skalnatým podložím v hloubce okolo 10 až 20 metrů a shlukují se ve velkých počtech. Několik samců se pak zároveň dvoří jedné samici. První samec pluje těsně vedle samice rychlostí přibližně 9 až 12 km/h v oblasti za jejím ostnem a samice mu pozvolna přizpůsobuje rychlost. Samec se pak přichytí na jejím boku poblíž hrudní ploutve, poté se přesune pod samici a zasune samčí mixipterygium se spermatem do kloaky samice. Předání trvá přibližně 90 až 120 sekund. Pak se samec vzdálí a na jeho místo nastoupí druhý. Po páření s druhým samcem samice často odpluje od dalších potenciálních nápadníků.

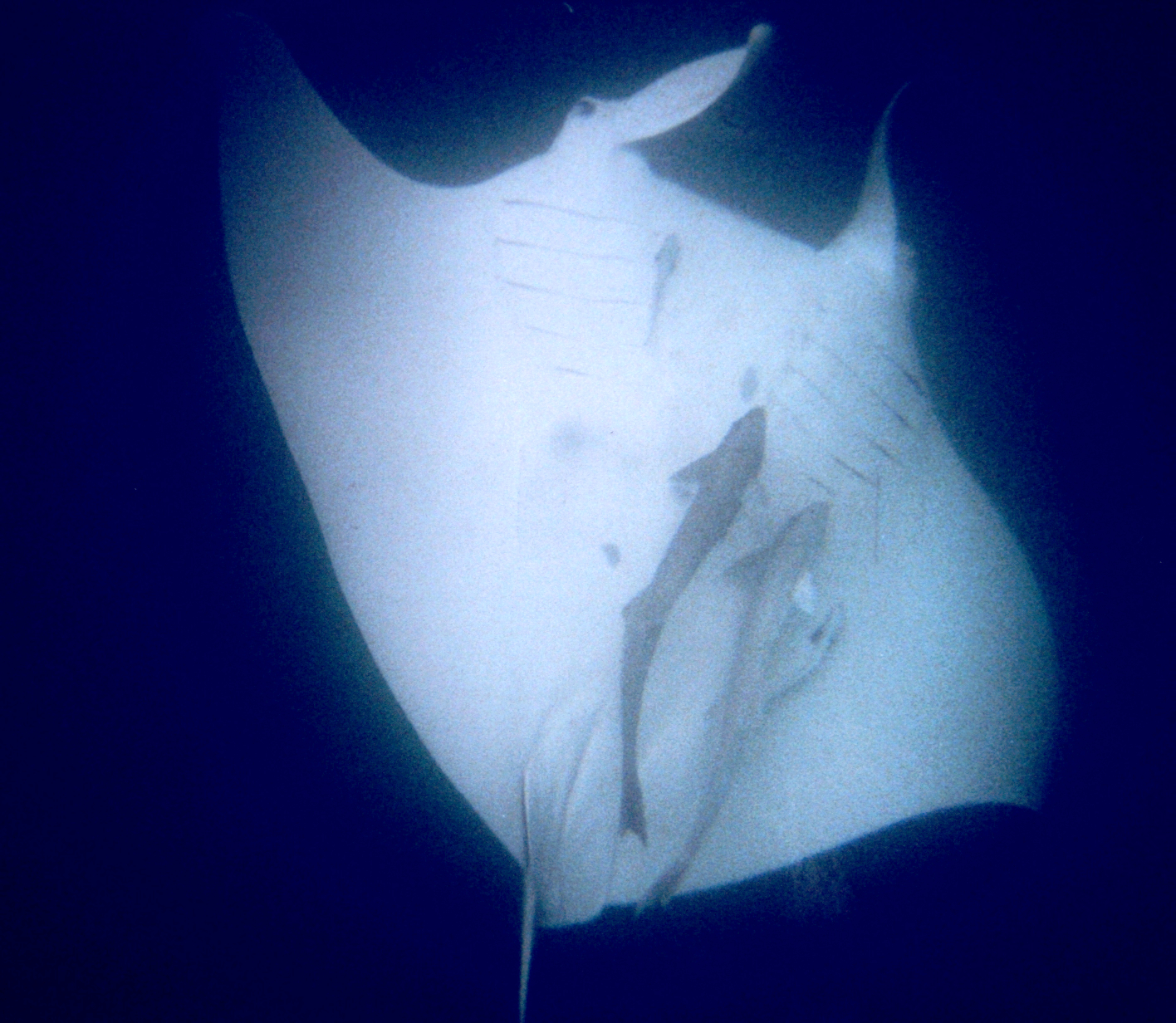
Manta obrovská s několika přichycenými štítovci.

Samice manty obrovské po oplození rodí většinou jedno či dvě živá mláďata (řadí se mezi vejcoživorodé) v periodě jednou za tři roky. Byly pozorovány případy, kdy během porodu vyskakuje samice nad vodu. Mláďata přicházejí na svět v mělkých vodách 13 měsíců od početí a mají při narození hmotnost kolem 11 kilogramů a délku kolem 1,1 až 1,4 metrů. Po narození začínají velmi rychle přibírat na hmotnosti a velikosti. Přibližně během prvního roku svého života zdvojnásobí svoji hmotnost. Mláďata setrvávají několik prvních let v oblasti mělkých vod a až při dosažení plné velikosti vyrážejí na otevřené moře a velké migrační cesty.

## Hospodářský význam

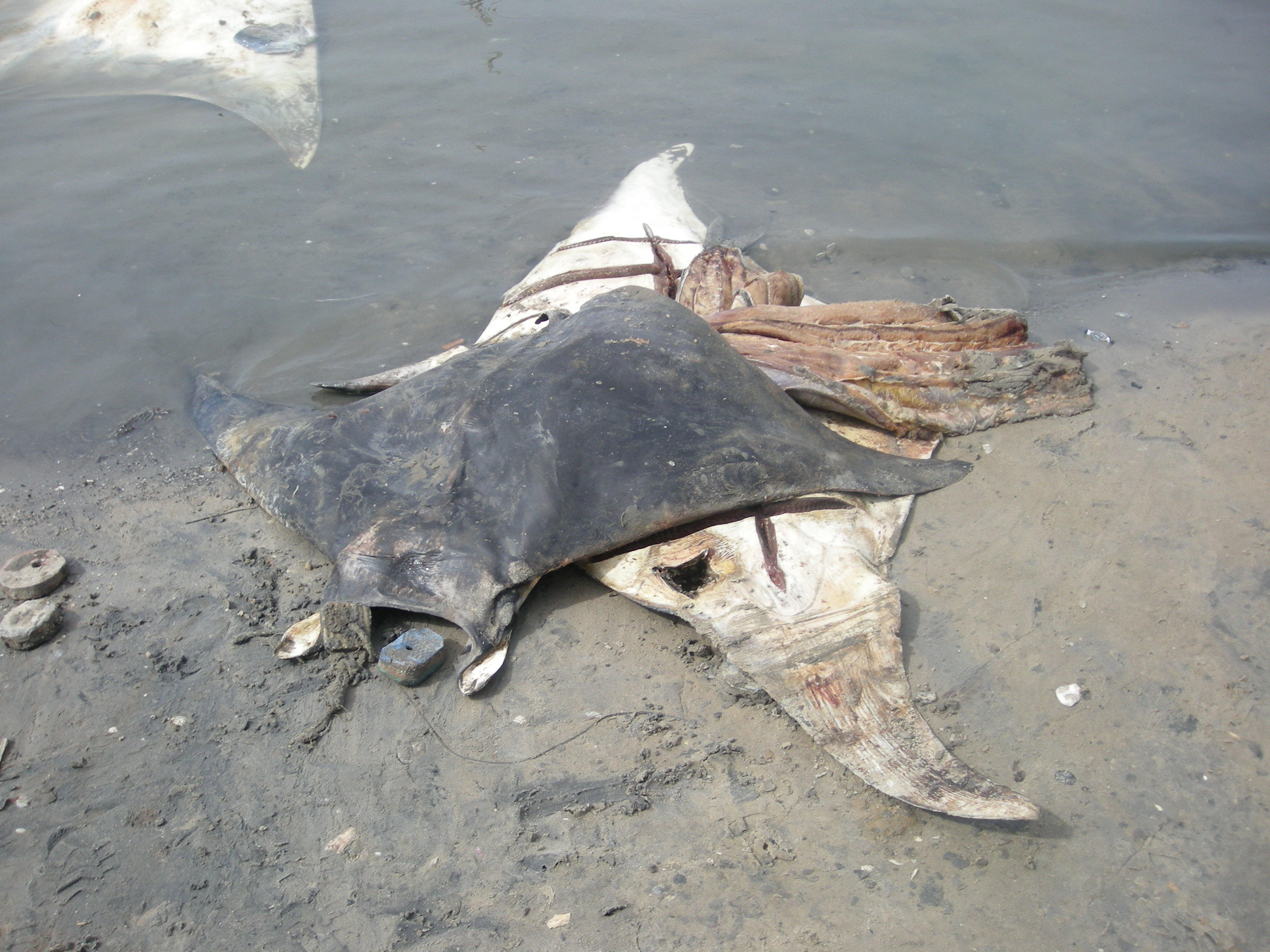
Těla mrtvých mant na pláži

Pro svoji značnou velikost, pomalý pohyb a pohyb blízko vodní hladiny se manta stává snadným cílem rybářů. Dříve byla manta obrovská v oblasti Austrálie a Kalifornie soustavně lovena z malých plavidel pro maso, pro olej z jater a pro kůži. V současnosti se její lov snižuje a není celosvětově významný vyjma oblasti Filipín, Mexika, Mosambiku, Madagaskaru, Indie, Srí Lanky, Brazílie, Tanzanie a Indonésie, kde je její maso považováno za delikatesu či využíváno v tradiční asijské medicíně. V těchto případech jsou z mrtvých mant uřezány konce ploutví, usušeny a rozemlety na prášek. Obliba tohoto prášku se významně zvětšuje a v okolí Filipín například vedla ke zvýšení lovu mant z 200 až 300 kusů za rok na současných 1000 až 2400 kusů za rok. Nadměrný rybolov přímo ohrožuje populace manty a může vést na některých místech k jejímu vyhubení jako například v okolí Indonésie. Ve snaze stabilizovat její výskyt došlo v Indonésii v roce 1998 k zákazu lovu, ale na nátlak rybářů byl následující rok opět povolen.
Manta je příležitostně lovena potápěči harpunou, a to převážně v oblasti Austrálie. Cena jejího masa je velmi nízká, v roce 2002 se kilogram prodával za asi jeden americký dolar.
Odhaduje se, že ve třech populacích okolo San Benedicto, Havaje a Yapu je po 400 kusech v každé populaci. Tento relativně nízký stav populace v těchto oblastech významnější rybolov nedovoluje. V oblasti Mosambiku probíhá mapovací výzkum zdejší populace, který popsal přes 600 jedinců. Z pozorování vyplynulo, že zdejší populace je tvořena z 80 % samicemi a 20 % samci. Výzkumy z oblasti Havaje naznačují, že některé populace manty jsou uzavřené jen s minimální migrací jedinců z jiných nebo do jiných populací.
Největší význam mant je v současnosti v oblasti turismu. Velké množství amatérských potápěčů se s ní chce setkat ve volném moři či plavat s hejnem. Vzhledem k tomu, že manta obrovská je pro člověka naprosto neškodná, má toto odvětví značný prostor pro růst. V roce 2002 byl ve spojitosti s mantou vykázán v okolí havajského ostrova Big Island obrat přesahující 2,5 miliónu amerických dolarů.

## Legendy
Manta obrovská byla pro svůj tvar a dvojici laloků na hlavě dříve rybáři nazývána „ďábelská ryba“ (anglicky devilfish). Existovaly legendy o tom, jak manta vyskočila nad vodní hladinu a strhla námořníka do vody, kde ho usmrtila. Podobná jména lze doložit i ve starší české literatuře. Například časopis Ilustrovaný svět z roku 1903 uvádí pro mantu jména mořský ďas nebo ďasoroh (a mj. zmiňuje i skutečnost, že po vylovení manty velmi brzo umírají, aniž by se je kdy podařilo umístit v akváriu).